# Algérois

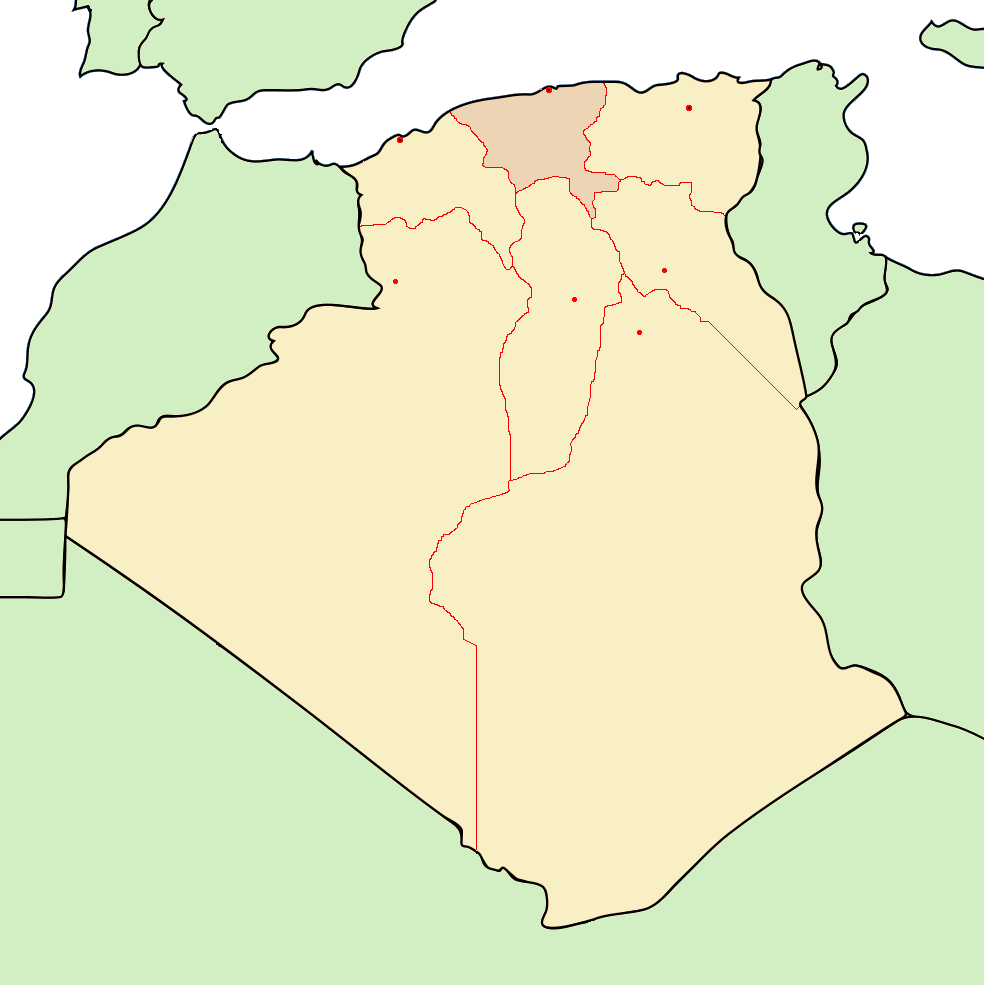
Algérois (en rouge) au sein des régions et territoires d'Algérie.

Cet article possède un paronyme, voir Alger Roi.
L'Algérois est une région du nord algérien comprenant, de nos jours tout le nord-centre du pays, correspondant approximativement aux anciens beylik du Titteri et Dar Es-Soltane. Néanmoins beaucoup de spécialistes préfèrent appeler la fusion de ces deux territoire "région centre" plutôt que "Algérois".
En réalité la région comprend (partiellement ou totalement) six wilayas : Alger, Boumerdès, Tizi Ouzou , Blida, Tipaza, Médéa, Aïn Defla, Chlef et Tissemsilt ; ce qui ressemble davantage à ce qui fut le territoire du Dar el sultan durant l'époque de la  Régence d'Alger.